# Campylotropis tenuiramea
Campylotropis tenuiramea är en ärtväxtart som beskrevs av Pei Yun Fu. Campylotropis tenuiramea ingår i släktet Campylotropis och familjen ärtväxter. Inga underarter finns listade i Catalogue of Life.